# Грибово (Калужская область)
Грибово — деревня в Медынском районе Калужской области России. Входит в сельское поселение «Деревня Гусево».

## Название
Ойконим происходит от некалендарного имени «Гриб»:220

## География
Находится в пределах Смоленско-Московской возвышенности Русской равнины, при реке Русановка (приток Шани), в 20 км от города Медынь, и в 4,5 км от деревни Гусево. 

## История
1770 год: Сельцо Грибово с пустошами принадлежит вдове прапорщика Николая Степановича Груздева — Сусанне Алексеевне. Сельцо находится в Боровском уезде Московской провинции Московской губернии.
1785 год: Сельцо Грибово по-прежнему принадлежит вдове-прапорщице Сусанне Алексеевной Груздевой. В сельце 10 дворов, 68 крестьян, 212 десятин и 1330 сажень земли. В сельце деревянный господский дом, земля иловатая, хлеб родится средственно (сносно), хорошие покосы, на пашне крестьяне[11].
1824 год: Пётр Матвеевич Груздев, строит в селе церковь Казанской Богоматери
1859 год: Грибово — владечельское село 2-го стана Медынского уезда, c разрушенной православной церковью Казанской Богоматери, при реках Русановка и Трубенка. Село стоит по правую сторону тракта Медынь-Гжатск. В селе 16 дворов и 140 жителей.
В середине XIX века колокольня церкви села Грибова использовалась как триангуляционный пункт № 283 с координатами 55°06′05″ с. ш. 35°41′50″ в. д.. Координаты были найдены от Пулковского меридиана. Указанный пункт практически совпадает с современным положением колокольни
1860 год: Селом и тремя деревнями при нём владеет Дмитрий Петрович Груздев.
1866 год: Селом владеет Воцкой С. П.
1891 год: В «Списке населённых мест Калужской области» Грибово включено как село Топоринской волости 3-го стана Медынского уезда с церковью и сельской школой. В селе проживает 149 человек.

## Население
| 2002 | 2010 |
| ---- | ---- |
| 5    | ↘4   |

## Известные уроженцы, жители
В 1787 году в Грибово родился Груздев Пётр Матвеевич, надворный советник, предводитель дворянства Медынского уезда(1823—1826), Калужский губернский предводитель дворянства. В Отечественную войну 1812 года в составе ополчения был задействован в охране границ Калужской и Смоленской губерний.

## Инфраструктура
Личное подсобное хозяйство с зоной сельскохозяйственного использования, индивидуальная застройка усадебного типа.

## Транспорт
Деревня доступна автотранспортом. 